# Aspidonepsis shebae
Aspidonepsis shebae là một loài thực vật có hoa trong họ La bố ma. Loài này được Nicholas & Goyder mô tả khoa học đầu tiên năm 1992.